# Liste der Bodendenkmale in Evessen
In der Liste der Bodendenkmale in Evessen sind die Bodendenkmale der niedersächsischen Gemeinde Evessen aufgeführt. Die Quelle ist der Denkmalatlas Niedersachsen.
- Diese Liste erhebt keinen Anspruch auf Vollständigkeit.
- Die Angaben ersetzen nicht die rechtsverbindliche Auskunft der zuständigen Denkmalschutzbehörde.
- Es sind nur Daten aus dem Denkmalatlas verarbeitet.
- Der Stand der Liste ist der 7. Juni 2025.

Evessen im Landkreis Wolfenbüttel

## Allgemein
In den Spalten finden sich folgende Informationen des Bodendenkmales:
| Lage         | geographische Koordinaten                                                           |
| Bezeichnung  | Bezeichnung lt. Denkmalatlas                                                        |
| Beschreibung | Beschreibung lt. Denkmalatlas                                                       |
| ID           | Objekt-ID                                                                           |
| Bild         | Bild, ggf. zusätzlich mit Link zu weiteren Fotos im Medienarchiv Wikimedia Commons. |

## Evessen
| Lage                         | Bezeichnung                                | Beschreibung | ID       | Bild           |
| ---------------------------- | ------------------------------------------ | --- | -------- | -------------- |
| 52° 11′ 19″ N, 10° 42′ 19″ O | Evessen 1, Grabhügel (Tumulus von Evessen) | Durchmesser ca. 34 m und Höhe ca. 5,9 m. Groß mit sehr steilen Hangflächen und abgeplatteter Kuppe, Dm. d. Kuppe 13 m. Hügelfuß im Südwesten verteilt und mit Bordsteinen eingefasst; im Nordnordosten zur Straße hin leichter Absatz. | 28967918 | Weitere Bilder |
| 52° 12′ 38″ N, 10° 44′ 46″ O | Evessen 3, Ringwall                        | Ringwall, ursprünglich annähernd kreisförmig. Dm. 120 – 140 m. Innenfläche nach NW ansteigend. Erhalten in der N-Hälfte (Gmkg. Evessen) ca. 2 m hoher Wall mit außen vorgelagertem ca. 6 m breitem Graben. Wall im W und NW besonders hoch. Im W Spuren eines ca. 2 m breiten Grabungsschnittes; an der NW-Ecke durch 2 Eingrabungen an der Außenseite beschädigt; an einer Stelle Steine (darunter 1 großer Block) der äußeren Wallfront sichtbar. Im nördl. Abschnitt zahlreiche Eingrabungen in der Wallkrone. In der Innenfläche eine flache Grube und mehrere dellenförmige Vertiefungen. Der obertägig erhaltene N-Teil der Anlage wird an seinem S-Rand von einem gut erhaltenen, aber nicht benutzten Waldweg abgeschnitten. Der S-Teil der Anlage (Gmkg. Erkerode) wurde 1858-1886 eingeebnet, der Wallfuß ist erhalten und ist als flache Geländestufe erkennbar. Die unter dem Wall gefundene Keramik soll aus der Zeit um Christi Geburt stammen. Die Anlage gehört wahrscheinlich dem 9.-10. Jh. an. | 28947748 | BW             |
| 52° 12′ 46″ N, 10° 45′ 17″ O | Evessen 4, Krimmelburg                     | Aufgrund ihrer Lage im Westen durch Steilhänge geschützt, im Norden, Osten und Südosten hingegen durch ein Wall-Graben-System. Der dadurch umgrenzte Burginnenraum umfasst ca. 280 m in der Länge und 30–100 m in der Breite. Davon ist im Norden ein zum Teil 4 m hoher Wall (1898: 6–7 m) erhalten, durch den eine Forststraße führt. Ihm ist noch ein kleinerer Vorwall mit flachem Graben vorgelagert. Im westlichen Teil befindet sich das sog. „Castrum“, ein Plateau von 25 m Seitenlänge, das von einem Graben und teilweise auch von einem flachen Wall umgeben ist. Aufgrund der dort gefundenen Keramik des 13. Jh. wird darin eine kleine Befestigung des Deutschen Ordens vermutet. Diese war nach dem dort beobachteten Schiefer- und Dachziegelschutt mit einem festen Gebäude versehen. Eine Brandschicht spricht für ein gewaltsames Ende. | 28947749 | Weitere Bilder |
| 52° 12′ 36″ N, 10° 46′ 5″ O  | Evessen 5, Wall                            | Markanter Erdwall von der Mitte des Seitentals nach NO verlaufend, über auslaufenden Hangrücken nach N hin schwächer werdend und in einen weiterführenden tiefen Graben übergehend. - Teilstück ID: 36977381 | 28947750 | BW             |
| 52° 12′ 34″ N, 10° 45′ 23″ O | Evessen 7, Kreuzstein                      | Steinkreuz aus Kalkstein, H. 62 cm, Br. 45 cm, T. 25 cm. Schaft verbreitert sich zur Basis hin. Auf Erdhügel aufgestellt. Eines der kleinsten Steinkreuze in Niedersachsen. | 28947751 | BW             |